# Wesley Moodie
Wesley Arthur Moodie (* 14. Februar 1979 in Durban) ist ein ehemaliger südafrikanischer Tennisspieler. Er war zwischen 2000 und 2011 Profi auf der ATP-Tour.

## Karriere
Im Jahr 2005 gewann er zusammen mit seinem Partner Stephen Huss das Doppelturnier von Wimbledon als Ungesetzter, was zuvor noch keinem Doppelteam gelang.
Auch im Einzel war Moodie schon erfolgreich. Er gewann im Jahr 2005 das Turnier von Tokio im Finale gegen den an Nummer 5 gesetzten Kroaten Mario Ančić 1:6, 7:6, 6:4.
Moodie spielt zudem regelmäßig im Davis Cup für sein Land. Für Aufsehen sorgte sein Sieg im Einzel gegen den klar favorisierten Deutschen Tommy Haas mit 10:8 im fünften Satz beim Spiel der Euro/Afrika-Zone im Ellis-Park-Stadion von Johannesburg. Am Ende verlor Südafrika dennoch mit 2:3. 2007 gewann er nach langer Durststrecke wieder ein Turnier, nämlich jenes von Adelaide im Doppel und wenige Wochen später auch das Turnier von Valencia jeweils an der Seite seines Doppelpartners Todd Perry. Auch im Einzel konnte er mit dem Semifinale von Newport wieder einen Erfolg vorweisen.
Am 29. Juli 2011 verkündete Moodie sein Karriereende.

## Persönliches
Wesley Moodie ist verheiratet mit seiner Frau Marcia.

## Erfolge
| Legende                                              |
| Grand Slam (1)                                       |
| Tennis Masters Cup                                   |
| ATP Masters Series ATP World Tour Masters 1000       |
| ATP International Series Gold ATP World Tour 500 (1) |
| ATP International Series ATP World Tour 250 (4)      |
| ATP Challenger Series (9)                            |

| Titel nach Belag |
| Hartplatz (2)    |
| Sand (2)         |
| Rasen (2)        |
| Teppich (0)      |

### Einzel

#### Turniersiege

##### ATP Tour
| Nr. | Datum           | Turnier | Belag     | Finalgegner | Ergebnis       |
| --- | --------------- | ------- | --------- | ----------- | -------------- |
| 1.  | 3. Oktober 2005 | Tokio   | Hartplatz | Mario Ančić | 1:6, 7:67, 6:4 |

##### Challenger Tour
| Nr. | Datum        | Turnier  | Belag     | Finalgegner         | Ergebnis       |
| --- | ------------ | -------- | --------- | ------------------- | -------------- |
| 1.  | 2. März 2003 | Wrexham  | Hartplatz | Stefano Pescosolido | 6:4, 6:3       |
| 2.  | 8. Juni 2003 | Surbiton | Hartplatz | Alex Bogdanovic     | 6:4, 6:72, 6:1 |

### Doppel

#### Turniersiege

##### ATP Tour
| Nr. | Datum          | Turnier          | Belag     | Partner         | Finalgegner                       | Ergebnis             |
| --- | -------------- | ---------------- | --------- | --------------- | --------------------------------- | -------------------- |
| 1.  | 3. Juli 2005   | Wimbledon        | Rasen     | Stephen Huss    | Bob Bryan Mike Bryan              | 7:64, 6:3, 6:72, 6:3 |
| 2.  | 1. Januar 2007 | Adelaide         | Hartplatz | Todd Perry      | Novak Đoković Radek Štěpánek      | 6:4, 3:6, [15:13]    |
| 3.  | 9. April 2007  | Valencia         | Sand      | Todd Perry      | Yves Allegro Sebastián Prieto     | 7:5, 7:5             |
| 4.  | 20. April 2008 | Estoril          | Sand      | Jeff Coetzee    | Jamie Murray Kevin Ullyett        | 6:2, 4:6, [10:8]     |
| 5.  | 14. Juni 2009  | Queen’s Club     | Rasen     | Michail Juschny | Marcelo Melo André Sá             | 6:4, 4:6, [10:6]     |
| 6.  | 20. Juni 2009  | ’s-Hertogenbosch | Rasen     | Dick Norman     | Johan Brunström Jean-Julien Rojer | 7:63, 6:78, [10:5]   |

##### Challenger Tour
| Nr. | Datum             | Turnier           | Belag     | Partner      | Finalgegner                        | Ergebnis      |
| --- | ----------------- | ----------------- | --------- | ------------ | ---------------------------------- | ------------- |
| 1.  | 15. Juli 2001     | Bristol           | Rasen     | Shaun Rudman | Gilles Elseneer Tuomas Ketola      | 6:4, 6:3      |
| 2.  | 5. August 2001    | Segovia           | Hartplatz | Shaun Rudman | Neville Godwin Marcos Ondruska     | 7:65, 6:3     |
| 3.  | 29. Juni 2002     | Andorra           | Hartplatz | Shaun Rudman | Hermes Gamonal Ricardo Mello       | 6:2, 6:1      |
| 4.  | 16. März 2003     | Ho-Chi-Minh-Stadt | Hartplatz | Rik De Voest | Rohan Bopanna Fred Hemmes          | 6:3, 3:6, 6:3 |
| 5.  | 9. Januar 2005    | Nouméa            | Hartplatz | Stephen Huss | Jérôme Golmard Harel Levy          | 6:3, 6:0      |
| 6.  | 25. November 2007 | Kuala Lumpur      | Hartplatz | Stephen Huss | Rohan Bopanna Aisam-ul-Haq Qureshi | 7:610, 6:3    |
| 7.  | 2. Dezember 2007  | Neu-Delhi         | Hartplatz | Rik De Voest | Rohan Bopanna Aisam-ul-Haq Qureshi | 6:4, 7:64     |

#### Finalteilnahmen
| Nr. | Datum            | Turnier      | Belag         | Partner       | Finalgegner                       | Ergebnis         |
| --- | ---------------- | ------------ | ------------- | ------------- | --------------------------------- | ---------------- |
| 1.  | 31. Oktober 2005 | Basel        | Hartplatz (i) | Stephen Huss  | Agustín Calleri Fernando González | 5:7, 5:7         |
| 2.  | 6. Februar 2006  | Delray Beach | Hartplatz     | Chris Haggard | Mark Knowles Daniel Nestor        | 2:6, 3:6         |
| 3.  | 5. Januar 2008   | Doha         | Hartplatz     | Jeff Coetzee  | Philipp Kohlschreiber David Škoch | 4:6, 6:4, [9:11] |
| 4.  | 3. November 2008 | Paris        | Hartplatz (i) | Jeff Coetzee  | Jonas Björkman Kevin Ullyett      | 2:6, 2:6         |
| 5.  | 17. Mai 2009     | Madrid       | Sand          | Simon Aspelin | Daniel Nestor Nenad Zimonjić      | 4:6, 4:6         |
| 6.  | 6. Juni 2009     | French Open  | Sand          | Dick Norman   | Lukáš Dlouhý Leander Paes         | 6:3, 3:6, 2:6    |
| 7.  | 11. April 2010   | Houston      | Sand          | Stephen Huss  | Mike Bryan Bob Bryan              | 3:6, 5:7         |